# Kommunista és Munkáspártok Tájékoztató Irodája
A Kommunista Tájékoztató Iroda, rövidítve Kominform (teljes nevén Kommunista és Munkáspártok Tájékoztató Irodája) Moszkvából irányított nemzetközi kommunista szervezet volt 1947 és 1956 közt.
Az 1943-ban feloszlott Kommunista Internacionálé (Komintern) helyett hozták létre 1947 szeptemberében az európai kommunista pártok vezetőinek Szklarska Poręba lengyel városban összeült konferenciáján.

## Hidegháborús nyitány
Az alakuló ülésen a Szovjetunió Kommunista Pártját képviselő Andrej Alekszandrovics Zsdanov adott elő referátumot, amelyben a világ két táborra szakadását fejtegette. E beszédet sokan a hidegháború nyitányának tartják szovjet részről, bár a világpolitikai feszültségre szovjet vezetők már korábban is többször utaltak. (Például már 1946 februárjában a szovjet diktátor Sztálin maga, amikor a Szovjetunió Legfelsőbb Tanácsának elnökévé választásakor azt mondta, „új háború előtti időszak” kezdődött.)
A Zsdanov-beszéd abból a szempontból mindenképpen fontos állomás volt, hogy a külső veszélyre hivatkozva megadta a jelt a közép-európai kommunista uralom megszilárdításának felgyorsítására. Ez a következő hónapokban meg is történt. A nyugati hatalmak részéről Winston Churchill 1946. március 5-i fultoni beszédét szokták a hidegháború nyitányának tekinteni.

## Előzmények
Megalapítására teljesen más helyzetben került sor, mint a Komintern idején. Az első világháború után (legalább retorikájában) antimilitarista szervezetként alakult Kommunista Internacionálé működésének idején a Szovjetunió volt a világ egyetlen kommunista állama, amely egészen a Molotov–Ribbentrop-paktum 1939-es megkötéséig jelentős mértékben elszigeteltnek számított.
A Kominform megszületésének idejére a Németországot legyőző Szovjetunió Európa legerősebb hadseregével rendelkezett és Közép-Európa megszállásával kialakult a kommunista országok blokkja, amely a Szovjetunió nyomására visszautasította az Egyesült Államok által Európa nyugati országainak nyújtott Marshall-segélyt. A Kominform a segélyről döntő 1947. júliusi Párizsi Konferencia után jött létre, már a kialakuló hidegháború légkörében.
Már neve is jelezte eltérő jellegét elődjétől. A Komintern elsősorban annak eszköze volt, hogy a Szovjetunió ellenőrzése alatt tarthassa a nemkommunista országokban működő kommunista mozgalmakat. A Kominform létrejöttének idejére azonban megszálló csapatain és a megszállt országokban fokozatosan egyeduralkodóvá váló helyi kommunista pártokon keresztül a Szovjetunió megtalálta az ellenőrzés egyéb, jóval hatékonyabb módszereit. (A nyugati országok kommunista pártjaival kapcsolatban viszont vigyáznia kellett, hogy elkerülje szovjet kéziirányítás látszatát.)

## Jugoszlávia szerepe
Székhelye kezdetben a nácik ellen a szovjetekkel vállvetve küzdő partizánvezér Tito marsall ellenőrizte Belgrád volt. Amikor azonban 1948 júniusában a Moszkva irányában engedetlenkedő Jugoszláviát kizárták a Kominformból, a szervezet (és központi lapja, a Tartós Békéért, Népi Demokráciáért) székhelye Bukarestbe került át. Titóék kiűzése a Kominformból vezette be Jugoszlávia „Informbiró időszakát”, a szovjet blokkal való nyíltan ellenséges viszony éveit.
A sztálini hatalmi modellt alkalmazó titói Jugoszlávia kezdetben a szervezet „mintademokráciája” volt. Az alakuló konferencián a jugoszláv pártvezetők kapták azt a feladatot, hogy élesen megbírálják az olasz és a francia tagpártokat, amiért (a Sztálinnak nem tetsző színezetű) koalíciós kormányokban vettek részt, illetve a román és a magyar pártvezetést, amiért még mindig túl nagy teret engedtek saját kormánykoalícióikban a „polgári” erőknek.
Ezzel tulajdonképpen a népi demokráciák sztálinizációjára adták meg a jelet (és emellett a mezőgazdaság gyorsított kollektivizálására is). A Magyar Kommunista Párt ekkor már épp túl volt a kékcédulás választáson (a leszámolás a koalíciós partnerekkel azonban még csak ezután következett). A Kominform ülésen kiadott jelszó alapján a leglátványosabb változásokra Csehszlovákiában került sor, ahol a következő év tavaszáig teljes átalakuláson ment át a politikai rendszer a parlamenti demokráciából a pártállamiságig. A „prágai puccs” nyugaton nagy riadalmat váltott ki: a szovjetek agresszív szándékai bizonyítékának és a harmadik világháború felé tett lépésnek látták.

## A felbomlás
A Kominform a sztálinista külpolitika eszköze volt és nem is élte túl sokkal Sztálint. 1956-ban oszlatták fel, amikor a Szovjetunió a desztalinizáció útját választotta és jugoszláv kapcsolataiban is enyhülés állt be. Utolsó, titkos tanácskozását 1953 júliusában, Sztálin halála és Berija bukása után tartották.

## Tagpártjai
A Kominformban nem volt benne minden európai kommunista párt, csak amelyek uralmon voltak a szovjet blokkban, illetve azon kívül a két legnagyobb, az olasz és a francia párt.
- Bolgár Kommunista Párt
- Csehszlovákia Kommunista Pártja
- Francia Kommunista Párt
- Magyar Dolgozók Pártja
- Olasz Kommunista Párt
- Lengyel Egyesült Munkáspárt
- Romániai Dolgozók Pártja
- A Szovjetunió Kommunista Pártja
- Jugoszláv Kommunista Párt (1948 júniusáig)

## Külső hivatkozások
- Tischler János: Közép-Európa sztalinizálása, 1944–1949